# مرتضی مرادیان
مرتضی مرادیان (زادهٔ ۶ بهمن ۱۳۴۴) دیپلمات ایرانی و سفیر کنونی ایران در مجارستان می‌باشد.
او پیشتر سفیر ایران در کره شمالی و دانمارک نیز بوده‌است. وی دارای کارشناسی ارشد در رشته روابط بین‌الملل از دانشگاه وزارت امور خارجه و به زبان‌های انگلیسی و عربی مسلط است.